# Eupithecia homophana
Eupithecia homophana là một loài bướm đêm trong họ Geometridae.